# 코언관박쥐
코언관박쥐(Rhinolophus cohenae)는 관박쥐과에 속하는 박쥐의 일종이다. 남아프리카공화국의 토착종이다. 학명과 일반명은 2004년에 모식표본을 발견한 코언(Lientjie Cohen)의 이름에서 유래했다. 초기에는 힐데브란트관박쥐의 아종으로 간주했지만, 독특한 반향정위 주파수 때문에 별도의 종으로 구별되었다.

## 특징
코언관박쥐는 전완장이 66~68mm로 대형 박쥐이다. 잎코(비엽)가 13.5~16.3mm로 넓고, 아랫 입술에 한 줄의 길이 방향 홈을 갖고 있으며 턱까지 아래로 이어진다. 힐데브란트관박쥐와 털 색깔이 유사하다. 듀티 사이클의 초음파 신호를 내며, 고주파는 약 32.8 ± 0.24 kHz로 일정하다.

## 서식지
남아프리카공화국의 음푸말랑가 주 세 곳에서만 관찰되었다. 한 곳은 해발 690m의 초원 근처 사바나 지역이고, 나머지 두 곳은 해발 900~1100m의 초원이다.